# Ann Parsons
Ann Parsons (* um 1945, geborene Ann Smith) ist eine südafrikanische Badmintonspielerin. 

## Karriere
Ann Parsons gewann 1966, 1968 und 1970 die südafrikanischen Meisterschaften im Damendoppel mit Wilma Prade. 1975 siegte sie bei den Swiss Open im Mixed mit Ehemann Kenneth Parsons und im Damendoppel mit der Niederländerin Tonny Pannemans.

## Sportliche Erfolge
| Saison | Veranstaltung                 | Disziplin   | Platz | Name                          |
| ------ | ----------------------------- | ----------- | ----- | ----------------------------- |
| 1966   | Südafrikanische Meisterschaft | Damendoppel | 1     | Ann Smith / Wilma Prade       |
| 1968   | Südafrikanische Meisterschaft | Damendoppel | 1     | Ann Smith / Wilma Prade       |
| 1970   | Südafrikanische Meisterschaft | Damendoppel | 1     | Ann Parsons / Wilma Prade     |
| 1975   | Swiss Open                    | Mixed       | 1     | Kenneth Parsons / Ann Parsons |
| 1975   | Swiss Open                    | Damendoppel | 1     | Tonny Pannemans / Ann Parsons |